# Podorejo (Sumbergempol)
Podorejo is een bestuurslaag in het regentschap Tulungagung van de provincie Oost-Java, Indonesië. Podorejo telt 3581 inwoners (volkstelling 2010).